# Steel Wheels in Japan
Steel Wheels in Japan är en live-DVD av Rolling Stones som spelades in 1990 i Japan.

## Låtlista
1. Start Me Up
2. Bitch
3. Sad Sad Sad
4. Harlem Shuffle
5. Tumbling Dice
6. Miss You
7. Ruby Tuesday
8. Almost Hear You Sigh
9. Rock And A Hard Place
10. Mixed Emotions
11. Honky Tonk Women
12. Midnight Rambler
13. You Can't Always Get What You Want
14. Can't Be Seen
15. Happy
16. Paint It Black
17. Gimme Shelter
18. It's Only Rock'n Roll
19. Brown Sugar
20. Satisfaction
21. Jumpin' Jack Flash